# Wappen von Western Australia

Wappen von Western Australia

Das Wappen von Western Australia, einem Bundesstaat Australiens, ist in Weiß und Blau mit Wellenschnitt geteilt.
In oberen Feld ein schwarzer Schwarzschwan auf dem Schnitt und unten ein weißer Wellenbalken im erhöhten Schildfuß.
Über den Wappenschild schwebt ein schwarz-goldener Crest mit einer Königskrone und zu den Seiten je ein rotstieliger grüner Pflanzenwedel mit je zwei Früchten der Känguru-Blume Anigozanthos manglesii.
Schildhalter sind zwei naturgefärbte Riesenkängurus auf grünem Postament mit je einem goldenen Bumerang in den betrachternahen Pfoten.

## Symbolik
Seit 1870 ist der Schwarzschwan in der ersten Flagge von Western Australia, aber seit den 1830er Jahren bereits das Symbol von Western Australia. 1912 ist das Wappen bestätigt worden. 1926 wurde der Schwan im Wappen der Hauptstadt Perth des Bundesstaates nicht nur im gevierten Schild im ersten Feld aufgenommen, sondern zwei mit einer Krone über den Hals gezogene sind auch Schildhalter.
Frühe europäischen Seefahrer haben über größere Anzahl von Schwarzschwänen berichtet. 1697 ist der niederländische Forscher Willem de Vlamingh den Swaanerivier („Schwanenfluss“) aufwärtsgefahren. 1826 erfasste der britische Forscher Captain James Stirling rund 500 schwarze Schwäne.